# 도호 도와
도호 도와 주식회사(일본어: 東宝東和株式会社, TOHO-TOWA COMPANY, LIMITED.)는 영화의 수입 및 배급을 주 사업으로 하는 일본의 영화 배급사이자 도호 산하 기업이다. 본사는 도쿄도 지요다구 유라쿠초 1-12에 있다.